# Снежная крепость

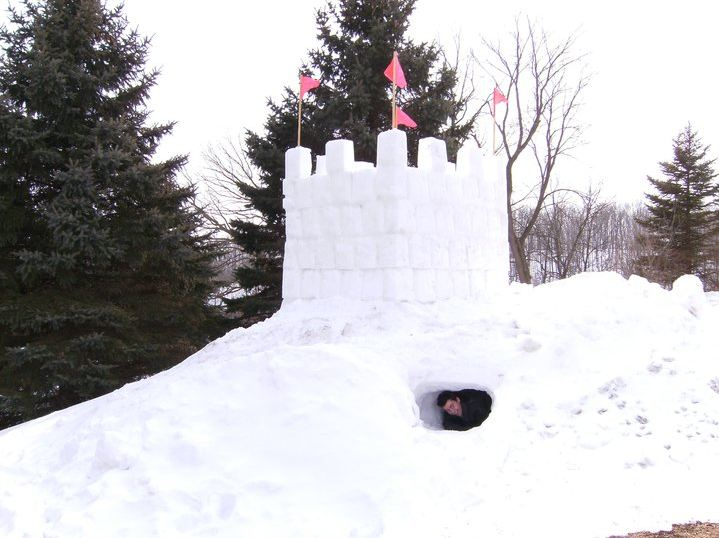
Башня снежной крепости

Снежная крепость, Снежный городок, Снежная гора, Снежный замок — временное «фортификационное сооружение» из снега и льда, элемент детских игр в верхних широтах в зимнее время, ранее элемент Масленицы.

## Описание

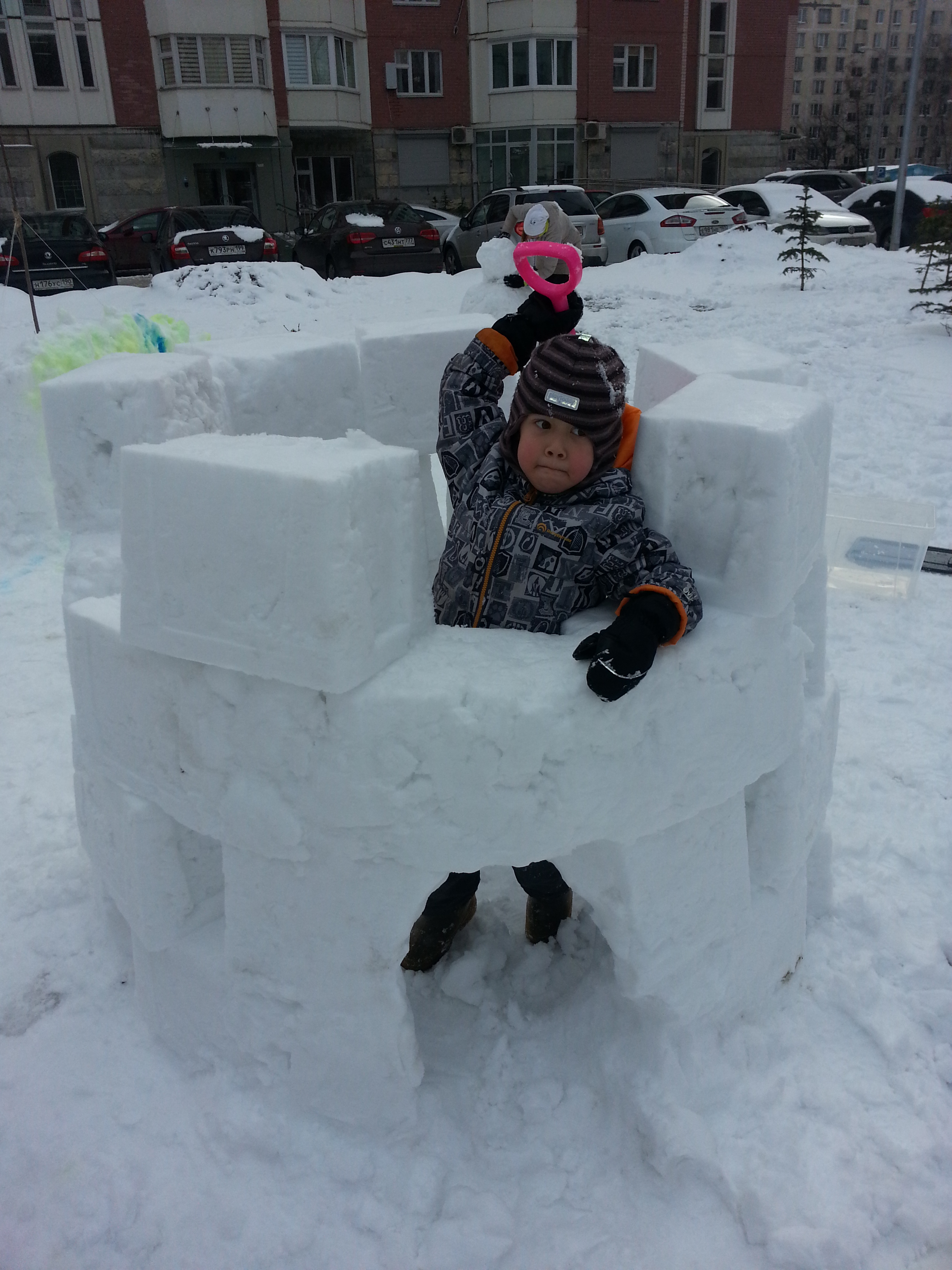
Снежная крепость из блоков, построенная за 25 минут одним человеком

В условиях температуры около 0°С снег обладает липкими свойствами, что позволяет сооружать из него различные фигуры и строения. Обычно в качестве строительных элементов выступают крупные снежные шары, которые получаются путём скатывания — присоединения снега к катимому по поверхности выпавшего снега снежку. Снежные шары соединяются друг с другом, позволяя создавать «стены» и «башни», используемые при игре в снежки.
Возможно строительство и при более низких температурах, когда снег не липкий. Блоки для строительства снежной крепости возможно изготавливать с использованием готовых форм, например, пластиковых контейнеров, ящиков и тому подобное.

## В культуре
- Картина В. И. Сурикова «Взятие снежного городка»
- Повесть А. П. Гайдара «Комендант снежной крепости».